# Ohridsee
Der Ohridsee ([ˈɔxridzeː]) ist der zweitgrößte See der Balkanhalbinsel. Er gilt als ältester See Europas. Er gehört zum größeren Teil zu Nordmazedonien, dessen größtes Gewässer er ist, zum kleineren Teil zu Albanien (siehe auch Grenze zwischen Albanien und Nordmazedonien). Der Wasserspiegel liegt 695 m ü. A. Die maximale Tiefe beträgt 288 Meter. Seine Fläche wird in Nordmazedonien mit 349 Quadratkilometern angegeben, während amtliche albanische Quellen sogar von 362,6 Quadratkilometern sprechen und sich in der Literatur auch weitere Zahlen wie 358 Quadratkilometer finden. Am nordmazedonischen Ufer sind Ohrid und Struga die wichtigsten Städte, am albanischen ist es Pogradec. Insgesamt leben mehr als 200.000 Menschen rund um den See.
Der See ist im Zentrum des UNESCO-Welterbes Natur- und Kulturerbe der Ohrid-Region. 1979 wurde der jugoslawische Teil des Sees als Naturerbe eingetragen, im Folgejahr wurde es um das kulturelle Erbe der Region und die – stark religiös geprägte – Kulturlandschaft rund um den See erweitert. 2019 wurde auch der albanische Teil ins Welterbe aufgenommen.

## Name
Der Ohridsee wird auf mazedonisch Охридско Езеро (Ohridsko Ezero) und auf albanisch Liqen(i) i Ohrit oder seltener Liqen(i) i Pogradecit genannt. Die antiken hellenophonen Geschichtsschreiber Polybios, Skymnos, Strabon und Diodor bezeichneten ihn als Λυχνῖτις (Lychnîtis) oder ἡ Λυχνιδία λίμνη (hē Lychnidía limnē). Auf Latein heißt er Lacus Lychnidus.

## Zu- und Abflüsse

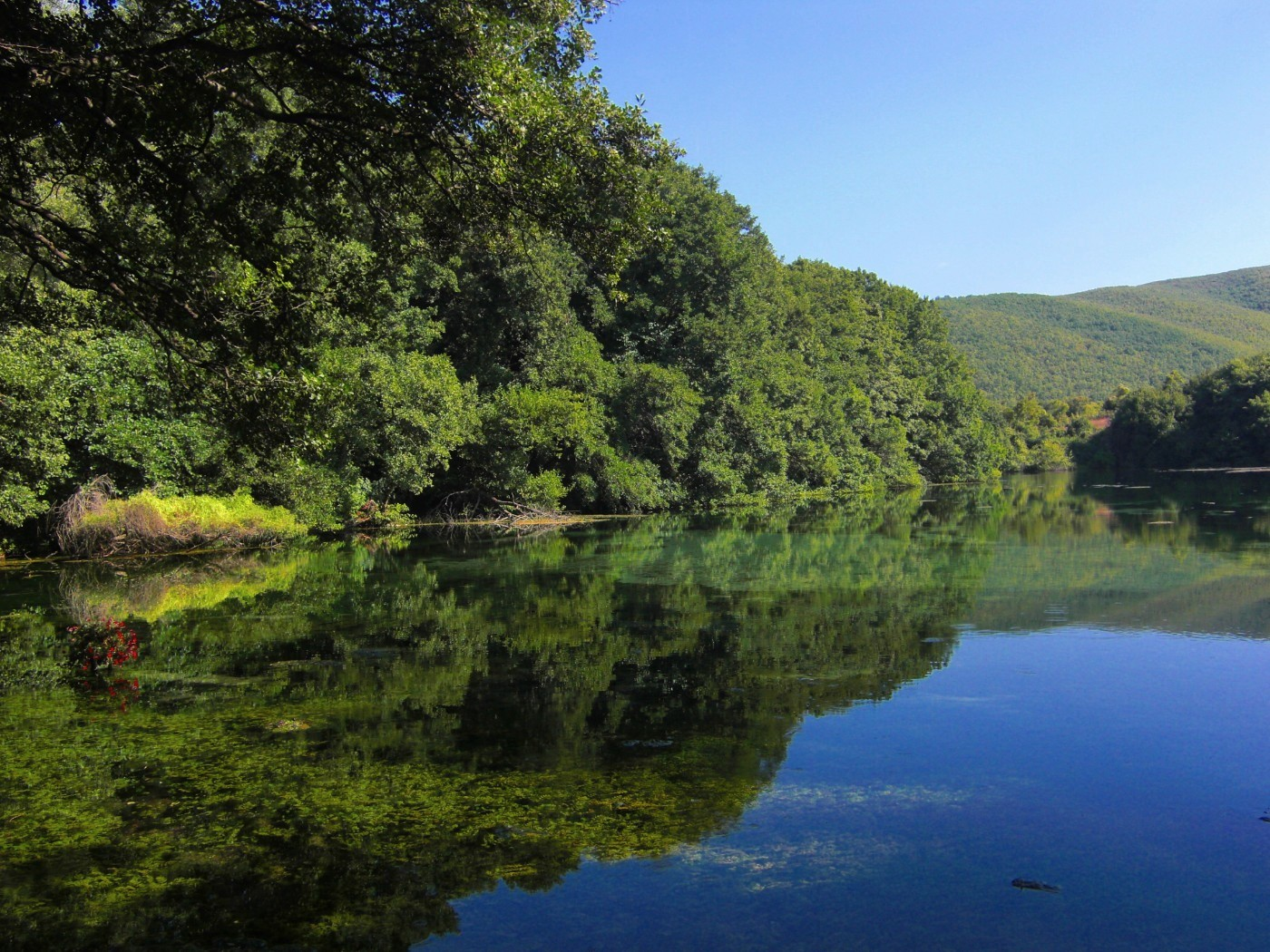
Quelle beim Kloster Sveti Naum

Der durch zahlreiche Quellbäche gespeiste Ohridsee, dessen Einzugsgebiet 1414 Quadratkilometer groß ist, hat keinen wesentlichen Zufluss. Die wichtigste Quelle liegt beim Kloster Sveti Naum. Dort tritt Wasser aus, das unterirdisch aus dem 200 m höher und südöstlich vom Ohridsee gelegenen Prespasee zufließt. Ob diese Verbindung noch besteht bzw. wann und wie lange sie bestand, ist unsicher. Möglich ist, dass die Verbindung temporärer Natur ist und durch geologische Prozesse im Karstgestein zwischen den Seen geöffnet bzw. getrennt wird. Auf der albanischen Seite liegt eine wichtige Quelle im Park von Drillon nahe dem Ort Tushemisht. Eine weitere, unterirdische Quelle bei Tushemisht wird für die Wasserversorgung von Pogradec genutzt.
Entwässert wird der See bei Struga durch den Fluss Schwarzer Drin zur Adria hin. Der Abfluss wird mittels Nadelwehr reguliert.

## Entstehungsgeschichte
Der Ohridsee zählt zu den ältesten Seen der Welt. Er ist der älteste bekannte noch existierende See Europas. Sein Alter wurde früher auf zwei bis fünf Millionen Jahre geschätzt; das Vorkommen endemischer Arten (siehe unten) ließ auf eine Entstehung im Pleistozän oder noch davor schließen. Mittels Bohrkernuntersuchungen der bis zu 700 Meter mächtigen Sedimentschichten, deren Ergebnisse 2021 veröffentlicht wurden, konnte das Alter schließlich relativ exakt auf 1,36 Millionen Jahre festgelegt werden. Der See entstand durch einen Grabenbruch. Die auch heute auftretenden tektonischen Aktivitäten bedingen wahrscheinlich auch die Existenz eines etwa 100 Meter hohen subaquatischen Berges.

## Forschung
Anhand der vorhandenen lückenlosen Sedimente im See ist eine Erforschung der paläoklimatologischen Bedingungen gut möglich. Gegenwärtig widmen sich u. a. Forscher der Rekonstruktion der quartären Klima- und Umweltgeschichte des Sees.

## Flora und Fauna
Als Europas bekanntester Langzeitsee ist der Ohridsee wegen seiner Fauna bemerkenswert. Viele der in den übrigen europäischen Gewässern typischen Fischarten fehlen, z. B. alle Echten Barsche, die Äschen, Saiblinge und Coregonen, der Hecht und der Dreistachlige Stichling.
Dagegen kommen hier einige auf dem Balkan endemische Fischarten vor, z. B. der Barbengründling (Aulopyge huegelii) und weitere Karpfenfischarten aus den Gattungen Pachychilon und Phoxinellus. Wirtschaftlich bedeutend ist die endemische  Ohridforelle (Salmo letnica; maz. Ohridska pastrmka, alb. Koran). Sie ist wegen Überfischung bedroht und wird in Fischfarmen gezüchtet. Ebenfalls gefährdet oder bereits ausgestorben sind Salmo ohridanus (alb. Belushka, maz. Belvica), Salmo balcanicus, Salmo lumi und Salmo aphelios.
Es finden sich auch verschiedene Vertreter der Schnecken, die sich während des Miozäns in der Paratethys ausbreiteten. Fischfang und Tourismus sind wichtige Einnahmequellen der rings um den See gelegenen Gemeinden.
Südöstlich des Sees liegt der Nationalpark Galičica, der das gesamte Galičica-Gebirge umfasst und sich bis zum Prespasee erstreckt.
An den Hängen des nordwestlich gelegenen Jablanica-Gebirges gibt es Weinbauflächen und Kastanien-Plantagen. 1984 wurde dort – erstmals in Europa – die Rosskastanienminiermotte (Cameraria ohridella) beobachtet.

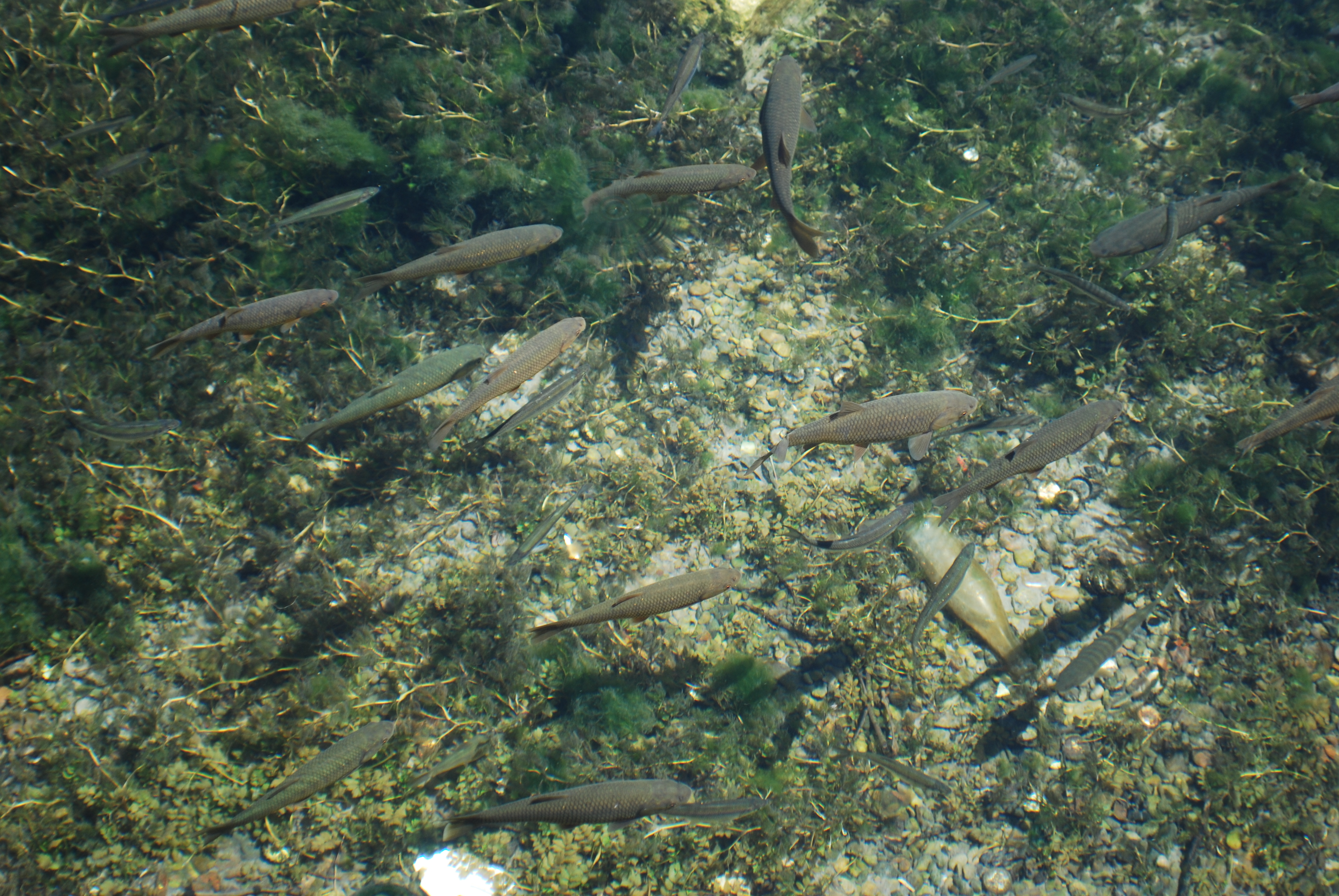
Fische im Quellteich von Sveti Naum
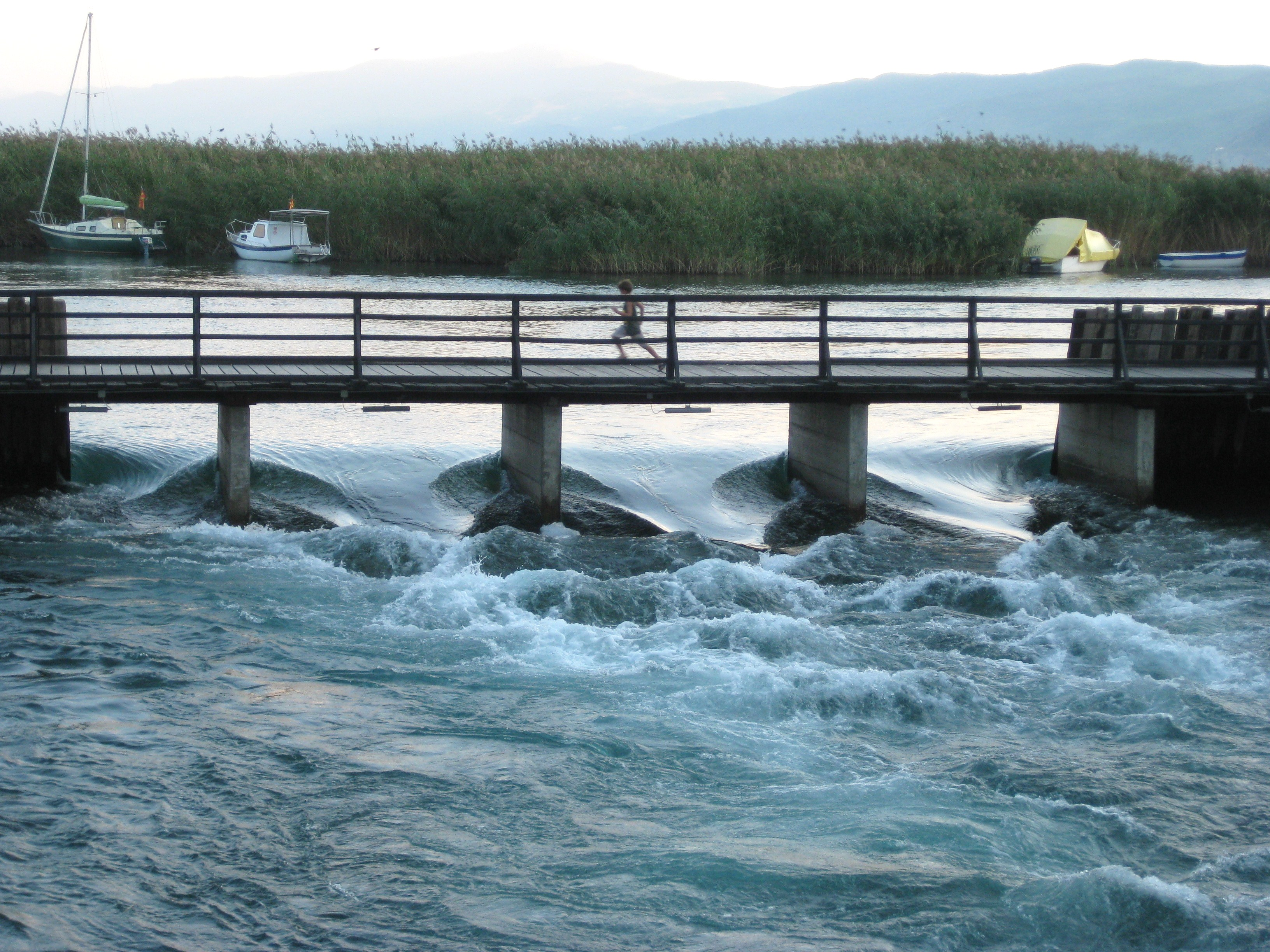
Ausfluss des Schwarzen Drin bei Struga
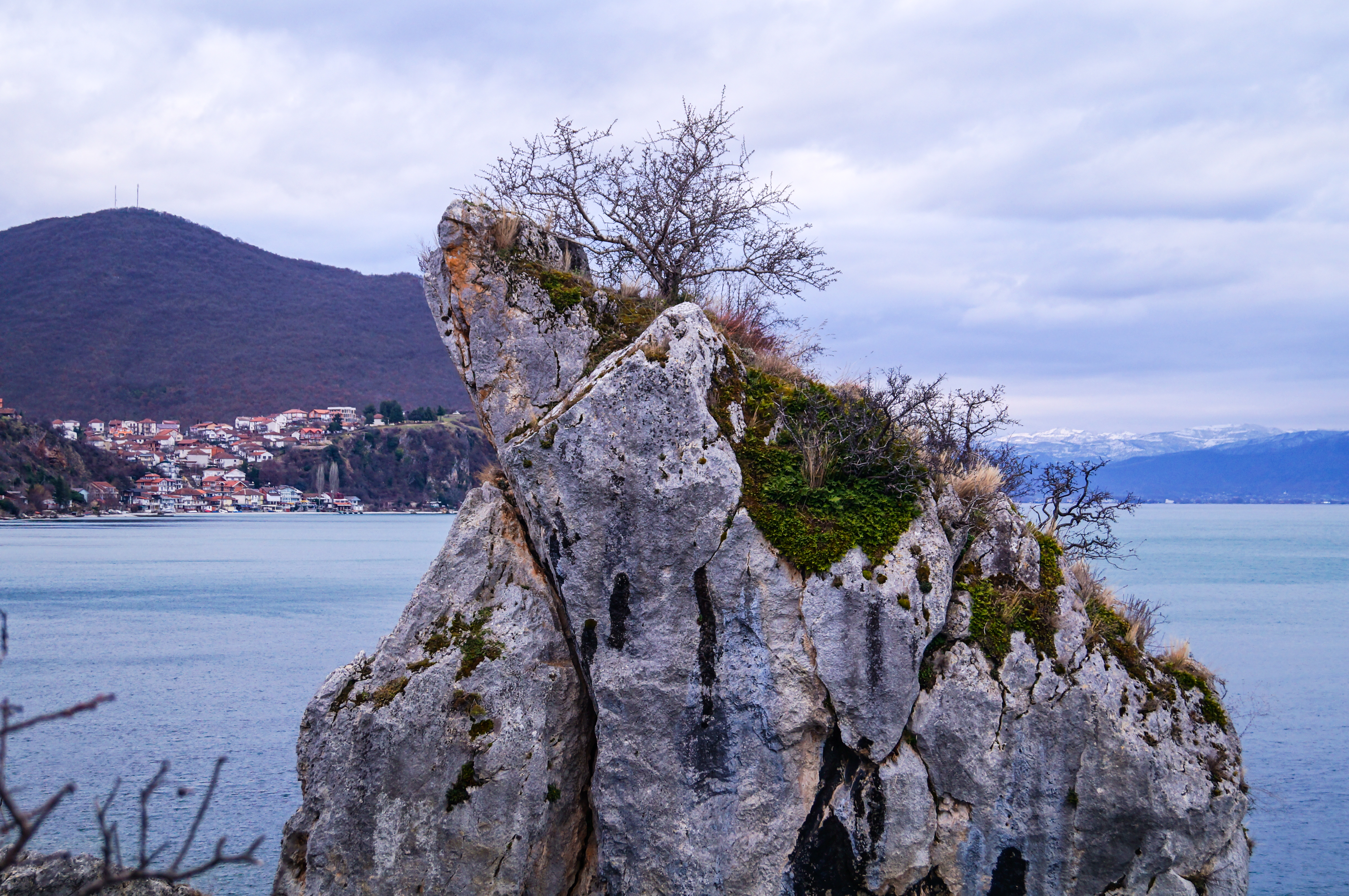
Felsen am Ohridsee
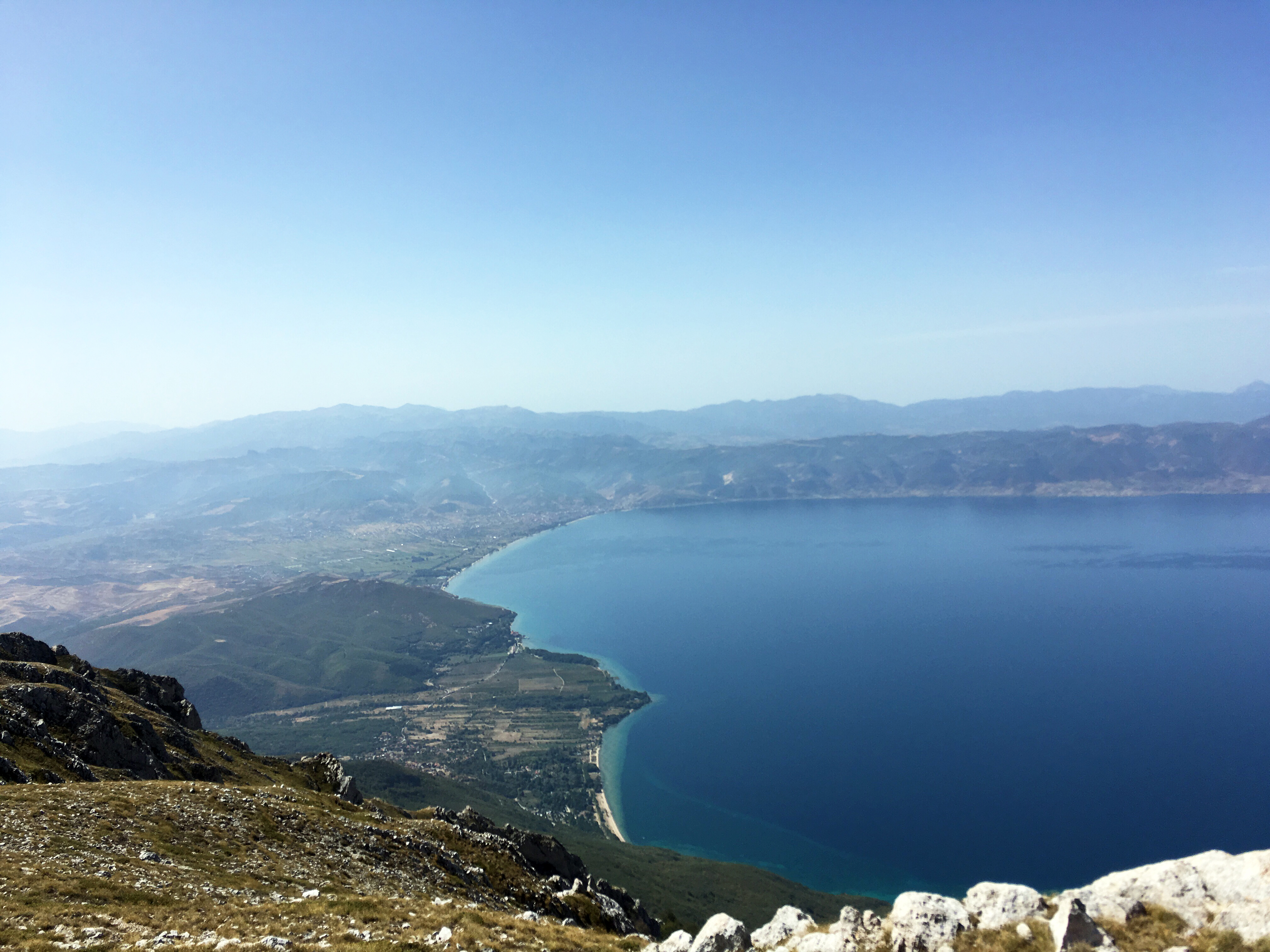
Blick von der Galičica auf das südliche Seebecken

## Geschichte
Reste von auf etwa 6000 v. Chr. radiokarbondatierten jungsteinzeitlichen Pfahlbauten wurden 2023 im Ohridsee auf albanischer Seite gefunden. Sie sind mehrere hundert Jahre älter als die Pfahlbauten rund um die Alpen. Untersuchungen von 2021 in der Bucht von Ploča Mičov Grad in der Nähe von Ohrid belegen, dass der Siedlungsbau auch dort bereits in der Jungsteinzeit (Mitte des 5. Jahrtausends v. Chr.) begann und seitdem in Phasen verlief, und zwar über Jahrtausende: Von der Jungsteinzeit bis in die Bronzezeit (2. Jahrtausend v. Chr.). Zuvor hatte man angenommen, es handle sich um eine Siedlung aus der Zeit um 1000 v. Chr. Die intensive Bautätigkeit erklärt die außergewöhnliche Dichte von Holzpfählen an der Fundstelle – die Siedlungen wurden gewissermaßen übereinander gebaut.
Später siedelten antike Völker und Stämme wie die Illyrer, die Makedonen und die Griechen rund um den See und gründeten die Städte Lychnidos (heute Ohrid), Enchelanai (vielleicht heutiges Struga) und Damastion. In der illyrischen Stadt Damastion, deren Lage nicht bekannt ist, aber die durch dort geprägte Silbermünzen überliefert ist, befand sich eine Silbermine. Die Städte profitierten von Rohstoffen wie Gold und Silber in der Umgebung. Das Siedlungsgebiet am Ohridsee war begehrt; mehrfach wurde darum gekämpft. Die Makedonen brachten die Region unter Philipp II. (359–336 v. Chr.) unter ihre Herrschaft.
Am Ohridsee führte in der Antike auch die Römerstraße Via Egnatia vorbei, die die östliche Adriaküste mit Thessaloniki und Konstantinopel verband. Unter Zar Samuil (976–1014) war Ohrid Hauptstadt des Samuilschen Reiches.
Am 5. September 2009 sank ein Ausflugsschiff im Ohridsee mit 57 Menschen an Bord rund 250 m vom Ufer in Ohrid entfernt; 15 Menschen starben. An Bord des 1924 in Deutschland gebauten Schiffs waren 12 Menschen mehr als zugelassen. Im Sommer 2014 wurde erstmals eine Bootsverbindung für Touristen zwischen Ohrid und Pogradec aufgenommen.

## Orte am Ufer
Die folgende Tabelle stellt die Ortschaften dar, die direkt am Seeufer liegen. Sie beginnt mit dem ersten Ort in Nordmazedonien am Nordwestufer und geht im Uhrzeigersinn weiter, bis sie mit dem nördlichsten Uferort in Albanien endet.
| Albanischer Ortsname definit (und indefinit) | Mazedonisch(-Kyrillischer) Ortsname | Opština () / Bashkia () | Bevölkerung (: 2002 / : 2011) | Primär verwendete Sprache(n) |
| -------------------------------------------- | ----------------------------------- | ----------------------- | ----------------------------- | ---------------------------- |
| Nordmazedonien                               |                                     |                         |                               |                              |
| Rodohozhda (Rodohozhdë)                      | Radožda (Радожда)                   | Struga                  | 808                           | Mazedonisch                  |
| Kalishti (Kalishtë)                          | Kališta (Калишта)                   | Struga                  | 1.178                         | Albanisch                    |
| Struga (Strugë)                              | Struga (Струга)                     | Struga                  | 16.559                        | Mazedonisch und Albanisch    |
| Mislleshova (Mislleshovë)                    | Misleševo (Мислешево)               | Struga                  | 3.507                         | Mazedonisch und Albanisch    |
| Orovniku (Orovnik)                           | Orovnik (Оровник)                   | Debarca                 | 440                           | Mazedonisch                  |
| Mollasi (Mollas)                             | Podmolje (Подмоље)                  | Ohrid                   | 720                           | Mazedonisch                  |
| Ohri (Ohër)                                  | Ohrid (Охрид)                       | Ohrid                   | 42.033                        | Mazedonisch und Albanisch    |
| Shipokna (Shipoknë)                          | Šipokno (Шипокно)                   | Ohrid                   | 5                             | Mazedonisch                  |
| Kojncka e Poshtme (Kojnckë e Poshtme)        | Dolno Konjsko (Долно Коњско)        | Ohrid                   | 551                           | Mazedonisch                  |
| Lagadini (Lagadin)                           | Lagadin (Лагадин)                   | Ohrid                   | 20                            | Mazedonisch                  |
| Helshani (Helshan)                           | Elšani (Елшани)                     | Ohrid                   | 590                           | Mazedonisch                  |
| Peshtani (Peshtan)                           | Peštani (Пештани)                   | Ohrid                   | 1.326                         | Mazedonisch                  |
| Trepezica (Trepezicë)                        | Trpejca (Трпејца)                   | Ohrid                   | 303                           | Mazedonisch                  |
| Lubanishti (Lubanishtë)                      | Ljubaništa (Љубаништа)              | Ohrid                   | 171                           | Mazedonisch                  |
| Albanien                                     |                                     |                         |                               |                              |
| Tushemishti (Tushemisht)                     | Tušemišta (Тушемишта)               | Pogradec                | 15.687                        | Albanisch                    |
| Driloni (Drilon)                             | Voloreka (Волорека)                 | Pogradec                | 15.687                        | Albanisch                    |
| Gurrasi (Gurras)                             | Zagoričani (Загоричани)             | Pogradec                | 15.687                        | Albanisch                    |
| Buçimasi (Buçimas)                           | Starovo (Старово)                   | Pogradec                | 15.687                        | Albanisch                    |
| Pogradeci (Pogradec)                         | Podgradec (Подградец)               | Pogradec                | 20.848                        | Albanisch                    |
| Memëlishti (Memëlisht)                       | Mamulišta (Мамулишта)               | Pogradec                | 5.990                         | Albanisch                    |
| Udënishti (Udënisht)                         | Oduništa (Одуништа)                 | Pogradec                | 5.990                         | Albanisch                    |
| Piskupati (Piskupat)                         | Piskupat (Пискупат)                 | Pogradec                | 5.990                         | Albanisch                    |
| Buqeza (Buqezë)                              | Bučica (Бучица)                     | Pogradec                | 5.990                         | Albanisch                    |
| Lini (Lin)                                   | Lin (Лин)                           | Pogradec                | 5.990                         | Albanisch                    |